# Kamienka (dopływ Popradu)
Kamienka – płynący na Słowacji potok, lewy dopływ Popradu. Ma źródła na wysokości około 900 m na południowych stokach głównego grzbietu Małych Pienin, na wschód od Wysokich Skałek. Spływa początkowo na południe, a poniżej przełęczy Stráňanské sedlo zmienia kierunek na południowo-wschodni. Na tym odcinku jego dolina oddziela Małe Pieniny od Magury Spiskiej. Potem wypływa na Kotlinę Lubowelską, przepływa przez miejscowość Kamionka (słow. Kamienka) i w miejscowości Gniazda (Hniezdne) uchodzi do Popradu. Głównymi dopływami są: lewobrzeżny, spływający z Małych Pienin potok Riečka oraz dwa prawobrzeżne potoki spływające z Magury Spiskiej: Chotárny potok i Čierny potok.
Kamienka ma długość 13 km. Do Popradu uchodzi na wysokości około 530 m.